# G.726
G.726 es un estándar de codificación de voz de ITU-T ADPCM  que cubre la transmisión de voz a velocidades de 16, 24, 32, y 40 kbit/s.  Se introdujo para reemplazar tanto a G.721, el cual cubría ADPCM en 32 kbit/s, como a G.723, el cual describía ADPCM a 24 y 40 kbit/s.  G.726 también introdujo una nueva velocidad de 16 kbit/s.  Las cuatro velocidades de bits asociadas con G.726  a menudo se denominan por el tamaño de bits de una muestra, que son 2, 3, 4, y 5 bits respectivamente. El códec de banda ancha correspondiente basado en la misma tecnología es G.722.
El modo más utilizado es el de 32 kbit/s, que duplica la capacidad de red utilizable utilizado la mitad de la velocidad de G.711. Se utiliza principalmente en troncales internacionales en la red telefónica y es el códec estándar utilizado en los sistemas telefónicos inalámbricos DECT. La aplicación principal de los canales de 24 y 16 kbit/s es para canales de sobrecarga que transportan voz en equipos de multiplicación de circuitos digitales (DCME). La aplicación principal de los canales de 40 kbit/s es transportar señales de módems que operan a más de 4800 bit/s.